# Arsita
Arsita là một đô thị và thị xã của Ý. Đô thị này thuộc tỉnh Teramo trong vùng Abruzzo. Arsita có diện tích 34 km2, dân số theo ước tính năm 2010 của Viện thống kê quốc gia Ý là 961 người. 
Các đơn vị dân cư: Cacciafumo, Collemesolo, Figliolarsita, Pantane, Valleiannina.
Đô thị Arsita giáp với các đô thị: